# Várday István
Várday István (Szabolcs vármegye, 1420-as évek – Kalocsa, 1471. február 22.) bíboros, kalocsai érsek. V. László magyar király franciaországi leánykérő követségének a vezetője 1457-ben, amikor is a házasság a király váratlan halála miatt nem jöhetett létre, de fennmaradt VII. Károly francia király előtt elmondott emlékezetes beszéde.

## Életpályája
Szabolcs vármegyei nemesi család tagja, apja Várday Pelbárt, nagyapja Várday Domokos volt. Pontos születési helye és ideje azonban ismeretlen.
Egyetemi tanulmányait a lengyelországi Krakkóban kezdte meg, majd Bécsben folytatta egyetemi tanulmányait, ahová 1446. április 14-én iratkozott be. Ausztriából Olaszországba  utazott, 1448. március elsején már Ferrarában volt a kánonjog hallgatója. 1450. augusztus 29-én kánonjogból sikeres doktori vizsgát tett. Tanulmányait befejezve hazautazott Magyarországra, 1451 februárban  már váradi, majd egri kanonokként szerepelt. 1454–1456-ban erdélyi, 1456-ban pedig egri préposttá lett. 1456–1458 között alkancellár, 1456-tól kalocsai érsek, 1464–1471-ben fő- és titkos kancellár, 1467. szeptember 18-tól pedig bíboros is lett.

## Munkássága
Hunyadi Mátyás magyar király lelkes híve, támogatója és bizalmas tanácsosa volt. Kisvárdai családi birtokán várat építtetett, a mezővárosnak privilégiumot adott. Diplomataként Franciaországban és a császárnál (1463) is járt.
Családi levelezése a Zichy-oklevéltár IX–XII. kötetében található.